# El corral (película de 2017)
El corral es una película de Argentina filmada en colores dirigida por Sebastián Caulier sobre su propio guion, con asesoría de Pablo del Teso en el argumento que se estrenó el 22 de junio de 2017 y que tuvo como actores principales a Felipe Ramusio y Patricio Penna.

## Sinopsis
Esteban y Gastón son compañeros en una escuela secundaria de Formosa. El primero es tímido, obediente, un  alumno ejemplar, y el segundo, recién llegado, un rebelde. Ambos comparten un fuerte resentimiento juvenil hacia el mundo y de inmediato se hacen amigos y, noche tras noche, cometerán anónimos vandalismos para sembrar el caos y el miedo entre aquellos a los que comparan con ovejas en un corral. Su violencia irá creciendo sin encontrar límite.

## Reparto
Participan del filme los siguientes intérpretes:
- Gabriela Pastor...Conductora noticiero
- Patricio Penna
- Camila Rabinovich
- Felipe Ramusio...Gastón
- Valeria Lois
- Diego de Paula
- José Mehrez

## Comentarios
Victoria Leven en el sitio web cineramaplus.com.ar opinó:

”
…Caulier aborda una temática muy contemporánea: la identidad como conflicto, la idea de no pertenencia social, la crueldad juvenil y las fantasías de cambio…un relato profundo sobre estos temas no deja de contener una reflexión existencial, algo que el film...no logra proponer con solvencia. El elenco… oscila entre atractivos momentos de sinergia actoral y otros un tanto estereotipados por una construcción de personajes con fisuras en los diálogos y sobre-marcaciones. …El Corral es una propuesta atractiva en sus intenciones temáticas y subtextuales, pero finalmente se queda atrapada en la superficie, detenida en las meras apariencias.

Ricardo Ottone escribió en el sitio web subjetiva.com.ar:

”… el relato atrapa desde el principio y la inminencia de la catástrofe es más bien un incentivo para seguir mirando. Caulier...maneja hábilmente el suspenso y la tensión. Logra además un interesante juego de afinidades e identificaciones…
El Corral es un film entretenido, bien contado y que no pierde el tiempo. Es también muestra de un hecho auspicioso que es la posibilidad de contar con eficacia historias poco habituales en el cine argentino…Caulier maneja cierto costumbrismo pero le escapa al grotesco. Descubre además la oscuridad bajo ese sol aplastante combinando el ámbito cruel y despiadado de la adolescencia con el infierno grande del pueblo chico.